# 李俊錫
李俊錫（韓語：이준석，1985年3月31日—），大韓民國企業家、政治人物，現任韓國國會議員、改革新黨黨代表（黨首），曾任國民力量黨代表。就任國民力量黨魁時，李俊錫是韓國史上最年輕的主要政黨領袖，亦活躍於韓國綜藝節目，教名為「安德肋」。

## 生平

### 早年生活
1985年3月生於韓國首爾，在蘆原區上溪洞長大。其後，他進入首爾科學高中就讀，在校期間歷任學生會會長，並提前畢業。在首爾科學高中就讀時，他因政府在電腦支援方面薄弱，因此曾向三星電子宣傳部撰寫信件反映，有著獲得12臺電腦的事蹟。之後，他獲政府獎學金贊助以公費留學生身份，於美國哈佛大學留學。
之後，他組建了教育服務團體「分享學習的人」進行慈善活動，期間被總統朴槿惠提拔，於2011年12月加入大國家黨而進入政界。因此，他被稱為「朴槿惠的孩子」，但此後他持續批評朴槿惠政府的行為。

### 政治生涯
進入政界後，他以26歲之齡擔任大國家黨的非常對策委員會委員。在2016年國會選舉中，他在首爾蘆原區丙選區出選，挑戰著名的政治人物安哲秀。最終，他以31.3%的得票率落敗。
同年，他在朴槿惠彈劾事件中，是新世界黨黨內批判朴槿惠最激烈的成員，更以同年11月與其餘四名國會選舉議員參選人在國會絕食抗議，要求朴槿惠的親信，時任黨代表李貞鉉下台。最終，他與其餘屬非主流派的溫和派系黨員退出新世界黨，另外創立正黨，之後在2017年總統選舉中為正黨候選人劉承旼助選，因此開始被稱為「劉承旼系」的人馬。
2018年，他以正未來黨候選人的身份再度參與蘆原區丙選區的國會議員補選，但最終以27.2%的得票率落敗。2020年1月，他與劉承旼等人退出正未來黨，創立新保守黨。翌月，該黨與自由韓國黨合併成未來統合黨，李俊錫因此事隔三年再度回歸主流保守派政黨之中。同年，他參與第21屆國會選舉，第三度於蘆原區丙選區參選，並以44.4%的得票率落敗。然則，該選區自1992年以來的十次選舉中，只曾於2008年選出一屆保守派系政黨的議員，因此屬保守派系的艱困選區。
2021年，他在首爾市長補選中為候選人吳世勳助選，以青年遊說車、通過遊戲發表公約的「V首爾系列」等青年選舉戰略，成功令吳世勳獲史無前例的青年階層支持而當選。補選結束後，時任非常對策委員長金鐘仁辭職，他開始在多個廣播節目中提及參選的可能性。然則，其從未當選的「院外人士」履歷起初被認為很難成為黨代表。
2021年5月的民意調查中，李俊錫力壓前院內代表羅卿瑗排在首位，並於5月20日宣佈參加黨代表競選。他提出了放棄激進保守理念、廢除女性及青年配額制、對公推候選人實行資格考試及黨發言人及主要黨職公開競選化等理念，成功獲得年輕階層及大邱、慶尚北道等傳統保守地域的支持，被稱為「李俊錫旋風」，亦力壓其餘四位曾四度及五度當選國會議員的黨代表候選人。競選期間，他並沒有完善的組織和資金支持，他亦透露曾在虛擬貨幣市場熱潮中，賺取數億韓元作競選資金之用。翌月11日，他以43.82%的得票率當選為黨代表，是韓國憲政史上首位30代的主要政黨黨魁。《文化日報》評論指出，他在沒有組織、派系、地區或資金的情況下依然當選，是震撼韓國政壇的現象，亦反映了新一代期望政治和世代變革的渴望。

### 國民力量黨代表

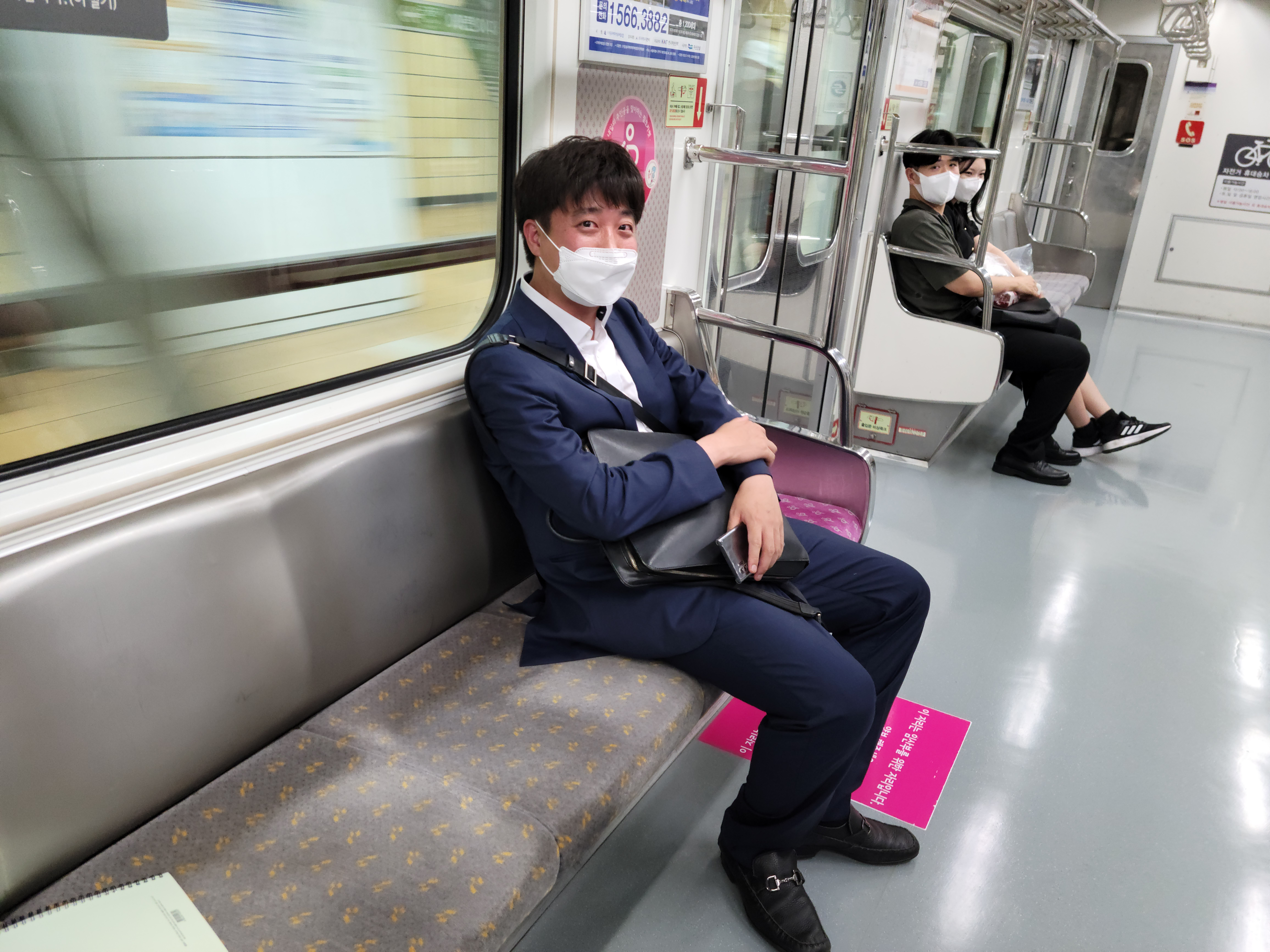
李俊錫於2021年7月結束與尹錫悅的「炸雞啤酒會晤」後，乘坐首爾地鐵7號線下班

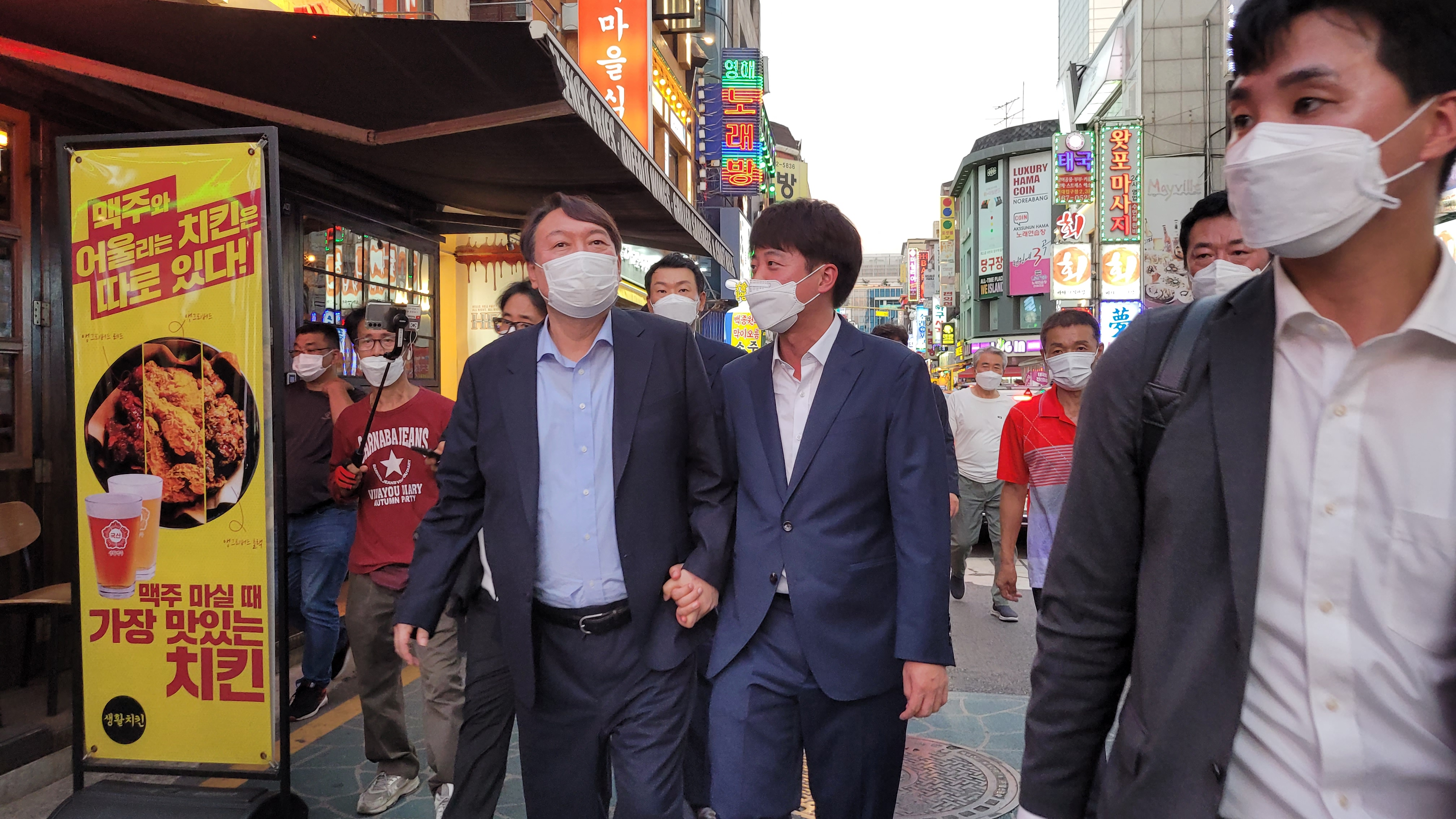
李俊錫與尹錫悅（2021年7月）

李俊錫在初期與加入國民力量的尹錫悅關係不和。在尹錫悅獲得總統參選人資格後，兩人曾因選舉對策委員會人選問題而產生嫌隙。李俊錫有意邀請資深政客金鍾仁擔任選對會會長，而尹錫悅則反對並自行委任聯席會長。2021年11月下旬，李俊錫拒絕接聽尹錫悅的電話，並一直避開媒體的視線，此舉被認為是對尹錫悅無視他作為黨魁的抗議。兩人於12月3日在蔚山舉行會議，化解了這場爭執。
李俊錫的主要支持層為「二代男」階層（18至29歲男性），並在2022年總統選舉中以反對女權主義的政策招徠他們的支持。在2022年選後的出口調查結果顯示，20代男性中支持尹錫悅的有58.7%、36.3%支持李在明，但20代女性卻相反，58.0%支持李在明、33.8%支持尹錫悅。時事評論員柳昌善博士指出，「二代男」世代包圍戰略因「二代女」的反對而以失敗告終，此舉促進男女與世代間的矛盾，並建議在國政運營上不應繼續採用此方法。

#### 涉及性招待事件
2021年12月，李俊錫被指控在2013年於大田廣域市儒城區某酒店接受某技術公司的性賄賂。吹哨人以2萬多名國民力量黨責任黨員的名義，向該黨的中央倫理委員會提出訴訟。此案亦送至首爾地方警察廳，但在2022年9月以超過追訴期為由而不起訴。
2022年4月，李俊錫的親信金哲根試圖以投資協定來換取「李俊錫沒有接受性招待」的事實確認書的錄音文件流出，國民力量倫理委員會隨即啟動對李俊錫的懲戒程序。7月8日，國民力量倫理委員會宣布將李俊錫的黨員資格停權六個月。10月7日，国民力量党中央伦理委员会宣布对李俊锡追加停止党员权利1年的处分。

#### 退黨
2023年12月27日，李俊锡宣布退党并将创建新党。

## 立場

### 政治
資深時事評論員朴贊洙及記者鄭義吉認為，李俊錫當選為國民力量黨代表對韓國政界產生的影響非常大。在政治人物方面，這反映民眾渴望新老世代交替的希望。在政治體制方面，由於李俊錫為非既有體系及非公職出身，因此吸引了認為自己在現有秩序下，受到損害的低下階層和年輕階層支持。他們指出，這與特朗普主義相似，但李俊錫善於以邏輯解釋民粹主義的政策和理念，從而減低引起話柄的機會。

### 經濟
李俊錫認同自由市場原則，認為政府的責任並非為經濟發展導向。這改變以往國民力量為避免得失選民，而模糊市場主導體制的做法。
他反對「金鍾仁式經濟民主化」政策，並不同意金鍾仁長年主張三條規管企業的法例（商法、公正交易法修正案、金融複合企業集團監督法）。他認為應以新自由主義為基礎，在韓國實行類似美式資本主義的經濟體制，作為韓國經濟政策的基本原則。他指出，只要在公平競爭的基礎下，「勝者全取」的經濟成果分配原則乃是公正的。在2019冠狀病毒病疫情中，在基於稅金負擔的考量下，他反對向所有韓國國民派發支援金。

### 教育
他主張政府的責任是強化公共教育，讓兒童能公平地站在競爭的起跑線。他認為進步陣營的文在寅政府廢除全國統一考試以減低學童的能力差距感，是削足適履的做法。他指出這令政府無法掌握學校與學生之間的基礎教育現狀，國家系統因此難以掌握哪些學生需要政府的幫助。他認為韓國可參考美國前總統乔治·沃克·布什通過的《沒有孩子落後法案》（NCLB）及巴拉克·奧巴馬通過的《讓每個學生成功法案》（ESSA），提高公共教育的質素。

### 社會
他支持廢除韓國於1984年通過的《消除女性歧視公約》下的「女性配額制」，該制度保障所有組織皆必須向女性分配一定比例的職位。他以「老一輩人為補償以往實行家長式秩序對女性帶來的壓逼，以配額制強迫現在20、30歲的男性犧牲」的觀點為招徠，認為配額制是女權主義和逆向歧視的產物。東亞大學性別研究所所長權明雅指出，李俊錫以女權主義為稻草人的競選模式，與極右派人士常用的伎倆相似。2021年，李俊錫發表一篇具爭議性的女權主義評論文章，在文中暗示女權主義者應該為社會中性別衝突興起負責。時事評論家陳重權指出，李俊錫散播的理念有可能重蹈另類右翼的覆轍，激化20歲世代的男性厭惡女性的思潮。

### 對外議題
李俊錫與香港港韓混血出身的年輕民主派區議員彭家浩相識，他公開聲援2019年發生的香港民主化運動。他表示，很多人在心底裏支持該運動，但在國家利益或各種原因而無法支持和聲援。他認為，民主主義具有普世價值，因此韓國人民也應該聲援香港。他發表了公開支持香港民主化運動的提案。
任職國民力量黨首（黨代表）期間，批評共同民主黨籍韓國總統文在寅「過於傾向中國，對香港問題採取不冷不熱的態度，損害了韓國作為東亞模範民主國家的自豪感」，並宣稱「將與中國死磕到底」。

## 外號
由於李俊錫曾三度參選國會議員落敗，因此有「0選」、「負3選」等諷刺式的外號，但其後隨著他提出代表青年世代的綱領，此外號逐漸變為正面稱號，有代表他是非傳統固有勢力的政治人物的意思。

## 教育
- 月村中學校（朝鲜语：월촌중학교）
- 首爾科學高等學校（朝鲜语：서울과학고등학교）
- 韓國科學技術院數學系（中途退學）
- 哈佛大學經濟學·計算機工程學士

## 選舉履歷
| 年度 | 選舉屆數         | 選舉區             | 所屬政黨   | 得票數    | 得票率 | 當選標記 | 備註 |
| ---- | ---------------- | ------------------ | ---------- | --------- | ------ | -------- | ---- |
| 2016 | 第20屆國會選舉   | 首爾特別市蘆原區丙 | 新世界黨   | 32,285    | 31.32% |          |      |
| 2018 | 補選（國會議員） | 首爾特別市蘆原區丙 | 正未來黨   | 25,001    | 27.23% |          |      |
| 2020 | 第21屆國會選舉   | 首爾特別市蘆原區丙 | 未來統合黨 | 46,373    | 44.36% |          |      |
| 2024 | 第22屆國會選舉   | 京畿道華城市乙     | 改革新黨   | 51,856    | 42.41% |          |      |
| 2025 | 第21届总统选举   | 大韩民国           | 改革新黨   | 2,917,523 | 8.34%  |          |      |

## 外部連結
- 李俊錫的Instagram帳戶
- 李俊錫的Facebook專頁
- 李俊錫的X（前Twitter）